# Enyaliopsis nyala
Enyaliopsis nyala är en insektsart som beskrevs av Glenn Jr. 1991. Enyaliopsis nyala ingår i släktet Enyaliopsis och familjen vårtbitare. Inga underarter finns listade i Catalogue of Life.